# Sabucedo
San Lorenzo de Sabucedo es una parroquia (civil) española en el sudeste del término municipal de La Estrada, en la provincia de Pontevedra, comunidad autónoma de Galicia. Pertenece a la Comarca de Tabeirós - Tierra de Montes. Limita con las parroquias de Liripio, Codeseda y con el término municipal de Cerdedo. 
En 1842 tenía una población de hecho de 300 personas. Entre 1986 y 2006 su población pasó de 64 a 194 habitantes, lo cual significó una diferencia del 48,39%.[cita requerida]

## Fiestas
En esta localidad se celebra a principios del mes de julio y durante tres días la fiesta de la Rapa das bestas, que consiste en bajar los caballos del monte y llevarlos por el pueblo hasta el curro (recinto cerrado donde se recogen los caballos) donde más tarde serán aloitados (se les cortarán las crines) por los aloitadores, personas encargadas de sujetar el caballo y tumbarlo para poder aloitarlos y a veces marcarlos. Estas fiestas fueron declaradas de interés turístico nacional en 1965. En 2007 la Unesco declaró estas fiestas de interés turístico internacional.
El 13 de agosto se celebra la fiesta de San Lorenzo.